# Копаида
Копаида, или Копаис (Копайское озеро, др.-греч. Κωπαΐς; греч. Κωπαΐδα) — бывшее озеро, теперь впадина в Беотии, Центральная Греция. Осушено в конце XIX века. На существовавшем когда-то на озере острове находится мегалитическая цитадель, ныне известная под именем Гла, хотя её настоящее древнее название неизвестно. В частности, это может быть описанный Гомером город Арна.

## Осушение

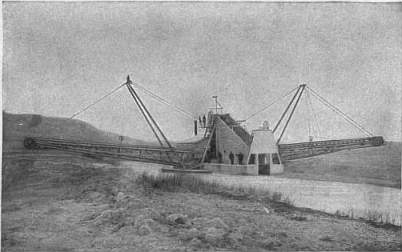
Британский земснаряд компании Lake Copais Company

Когда озеро существовало, на его берегах располагались города Галиарт, Орхоменос и Херония. В озеро впадали реки Кифисос, Термессус и Тритон. Вокруг располагались плодородные поля, однако озеро часто затопляло их. Огромная болотистая местность способствовала частым лихорадкам. Чтобы избежать негативных последствий этого, а также для увеличения площади пахотных земель в 1867—1887 годах инженеры из британской компании Lake Copais Company начали строительство каналов, чтобы отвести воду из озера в реку Кифисос и далее в озеро Илики. Было осушено 21 200 га, из которых в 1906 году 11 000 га пошли под посевы, а остальные под пастбища. Территория долгое время принадлежала Lake Copais Company, в 1952 году была передана греческому правительству.
В 1957 году было создано специальное агентство The Kopais Lake Agency для контроля над дренажом озера и строительства новой дороги. Основная работа была сделана в том же году, однако агентство с 30 сотрудниками, включая личного водителя президента агентства, существовало до 2010 года.
До осушения вода из озера стекала в море по многочисленным подземным каналам. Некоторые из них были искусственного происхождения, как пишет географ I века Страбон. Современные археологические исследования нашли огромные каналы, выкопанные в XIV веке до н. э., которые отводили воду в море к северо-востоку. Страбон отмечает работу над этими каналами, выполненную инженером по имени Кратет (греч. Κράτης) во времена Александра Македонского.

## Копаида в античной литературе и мифологии
Гомер и другие античные авторы называют Копаиду «Кефисским озером», по названию реки Кифисос (Кефис). Павсаний прямо говорит об этом. Страбон, однако, считает, что это поэтическое выражение относится к меньшему озеру Илики, между Фивами и Анфедоном.
Существует легенда, что озеро появилось, когда Геракл затопил территорию, перегородив плотиной реку Кифисос, которая и заполнила водоём. Полиэн объясняет, зачем он это сделал: Геракл сражался с минийцами из Орхоменоса, а те были опасными всадниками. Геракл создал озеро, чтобы минийцы не могли использовать лошадей.
Ещё одна легенда рассказывает о переполнении озера в мифические времена Огига, что привело к так называемому Огигову потопу.
Путешественник Павсаний и комедиограф Аристофан отмечают, что в древние времена Копаида славилась рыбой, особенно угрями.